# Moi, moche et méchant (série de films)
 Pour plus de détails, voir Fiche technique et Distribution

Logo du spin-off Les Minions

Moi, moche et méchant ou Détestable moi au Québec (Despicable Me) est une série de films d'animation américaine produite par Illumination Entertainment, distribuée par Universal Pictures et réalisée par le studio français Guff.
La franchise se décline sur d'autres supports. De nombreux courts métrages sont ainsi inclus sur les DVD et Blu-ray des films de la franchise ou sur d'autres productions d'Illumination Entertainment.

## Films
La série est composée de six opus :
- Moi, moche et méchant, sorti en 2010 ;
- Moi, moche et méchant 2, sorti en 2013 ;
- Les Minions, sorti en 2015 (spin-off / préquelle) ;
- Moi, moche et méchant 3, sorti en 2017[1] ;
- Les Minions 2 : Il était une fois Gru, sortie initialement prévue en 2020, reportée en 2021 puis 2022 à cause de la pandémie de Covid-19 ;
- Moi, moche et méchant 4[2], sortie en 2024.
- Les Minions 3, sortie prévue d'ici 2026[3].

## Fiche technique
| Fiche technique            | Films                         | Films                          | Films                          | Films                          | Spin-off                   | Spin-off                                     |                      |
| Fiche technique            | Moi, moche et méchant (2010)  | Moi, moche et méchant 2 (2013) | Moi, moche et méchant 3 (2017) | Moi, moche et méchant 4 (2024) | Les Minions (2015)         | Les Minions 2 : Il était une fois Gru (2022) | Les Minions 3 (2026) |
| -------------------------- | ----------------------------- | ------------------------------ | ------------------------------ | ------------------------------ | -------------------------- | -------------------------------------------- | -------------------- |
| Titre québécois            | Détestable moi                | Détestable moi 2               | Détestable moi 3               | Détestable moi 4               |                            |                                              |                      |
| Titre original             | Despicable Me                 | Despicable Me 2                | Despicable Me 3                | Despicable Me 4                | Minions                    | Minions: The Rise of Gru                     |                      |
| Réalisation                | Pierre Coffin                 | Pierre Coffin                  | Pierre Coffin                  | Patrick Delage                 | Pierre Coffin              |                                              |                      |
| Réalisation                | Chris Renaud                  | Chris Renaud                   | Kyle Balda                     | Chris Renaud                   | Kyle Balda                 | Kyle Balda                                   |                      |
| Scénario                   | Ken DaurioCinco Paul          | Ken DaurioCinco Paul           | Ken DaurioCinco Paul           | Mike White                     | Brian Lynch                | Matthew Fogel                                |                      |
| Montage                    | Gregory PerlerPam Ziegenhager | Gregory Perler                 | Claire Dodgson                 | Claire Dodgson                 | Claire Dodgson             | Claire Dodgson                               |                      |
| Musique                    | Heitor Pereira                | Heitor Pereira                 | Heitor Pereira                 | Heitor Pereira                 | Heitor Pereira             | Heitor Pereira                               |                      |
| Production                 | Janet Healy                   | Janet Healy                    | Janet Healy                    | Janet Healy                    | Janet Healy                | Janet Healy                                  |                      |
| Production                 | John Cohen                    |                                | Chris Meledandri               | Chris Meledandri               | Chris Meledandri           | Chris Meledandri                             |                      |
| Société de production      | Illumination Entertainment    | Illumination Entertainment     | Illumination Entertainment     | Illumination Entertainment     | Illumination Entertainment | Illumination Entertainment                   |                      |
| Distribution               | Universal Pictures            | Universal Pictures             | Universal Pictures             | Universal Pictures             | Universal Pictures         | Universal Pictures                           |                      |
| Budget                     | 69 millions $                 | 76 millions $                  | 80 millions $                  | 100 millions $                 | 74 millions $              | 80 millions $                                |                      |
| Durée                      | 95 minutes                    | 98 minutes                     | 90 minutes                     | 94 minutes                     | 91 minutes                 | 88 minutes                                   |                      |
| Dates de sortie États-Unis | 9 juillet 2010                | 3 juillet 2013                 | 30 juin 2017                   | 3 juillet 2024                 | 10 juillet 2015            | 1er juillet 2022                             | 1er juillet 2026     |
| Dates de sortie France     | 6 octobre 2010                | 26 juin 2013                   | 5 juillet 2017                 | 10 juillet 2024                | 8 juillet 2015             | 6 juillet 2022                               |                      |

## Distribution et personnages
| Rôles                              | Films                                                               | Films                                                           | Films                                                               | Films                                                            | Spin-off                                                 | Spin-off                                                              |
| Rôles                              | Moi, moche et méchant (2010)                                        | Moi, moche et méchant 2 (2013)                                  | Moi, moche et méchant 3 (2017)                                      | Moi, moche et méchant 4 (2024)                                   | Les Minions (2015)                                       | Les Minions 2 : Il était une fois Gru (2022)                          |
| ---------------------------------- | ------------------------------------------------------------------- | --------------------------------------------------------------- | ------------------------------------------------------------------- | ---------------------------------------------------------------- | -------------------------------------------------------- | --------------------------------------------------------------------- |
| Gru                                | Steve Carell (VO) Gad Elmaleh (VF) Marc Labrèche (VQ)               | Steve Carell (VO) Gad Elmaleh (VF) Gilbert Lachance (VQ)        | Steve Carell (VO) Gad Elmaleh (VF) Gilbert Lachance (VQ)            | Steve Carell (VO) Gad Elmaleh (VF) Gilbert Lachance (VQ)         | Steve Carell (VO) Gad Elmaleh (VF) Gilbert Lachance (VQ) | Steve Carell (VO) Gad Elmaleh (VF) Gilbert Lachance (VQ)              |
| Les Minions                        | Pierre Coffin (VO/VF) Hugolin Chevrette-Landesque (VQ)              | Pierre Coffin (VO/VF) Hugolin Chevrette-Landesque (VQ)          | Pierre Coffin (VO/VF) Hugolin Chevrette-Landesque (VQ)              | Pierre Coffin (VO/VF) Hugolin Chevrette-Landesque (VQ)           | Pierre Coffin (VO/VF) Hugolin Chevrette-Landesque (VQ)   | Pierre Coffin (VO/VF) Hugolin Chevrette-Landesque (VQ)                |
| Dr. Nefario                        | Russell Brand (VO) Jonathan Cohen (VF) Jacques Lavallée (VQ)        | Russell Brand (VO) Jonathan Cohen (VF) Jacques Lavallée (VQ)    | apparition sans dialogues                                           | Romesh Ranganathan (VO)Jonathan Cohen (VF) Jacques Lavallée (VQ) | aucune apparition                                        | Russell Brand (VO) Jonathan Cohen (VF) Nicholas Savard L'Herbier (VQ) |
| Lucy Wilde                         |                                                                     | Kristen Wiig (VO) Audrey Lamy (VF) Camille Cyr-Desmarais (VQ)   | Kristen Wiig (VO) Audrey Lamy (VF) Camille Cyr-Desmarais (VQ)       | Kristen Wiig (VO) Audrey Lamy (VF) Camille Cyr-Desmarais (VQ)    |                                                          |                                                                       |
| Margo                              | Miranda Cosgrove (VO) Sarah Brannens (VF) Catherine Brunet (VQ)     | Miranda Cosgrove (VO) Sarah Brannens (VF) Catherine Brunet (VQ) | Miranda Cosgrove (VO) Sarah Brannens (VF) Marguerite D'amour (VQ)   | Miranda Cosgrove (VO) Sarah Brannens (VF) Catherine Brunet (VQ)  |                                                          |                                                                       |
| Édith                              | Dana Gaier (VO) Salomé Lemire (VF) Léa Roy (VQ)                     | Dana Gaier (VO) Salomé Lemire (VF) Léa Roy (VQ)                 | Dana Gaier (VO) Lévanah Solomon (VF) Rose Langlois (VQ)             | Dana Gaier (VO) Chloé Besson (VF) Rose Langlois (VQ)             |                                                          |                                                                       |
| Agnès                              | Elsie Fisher (VO) Dizzie Le-Tan (VF) Ludivine Reding (VQ)           | Elsie Fisher (VO) Dizzie Le-Tan (VF) Ludivine Reding (VQ)       | Elsie Fisher (VO) Dizzie Le-Tan (VF) Alice Déry (VQ)                | Madison Polan (VO) Ariel Rathelot-Bart (VF) Élia St-Pierre (VQ)  |                                                          |                                                                       |
| Marlena Gru la mère de Gru         | Julie Andrews (VO) Frédérique Cantrel (VF) Michèle Deslauriers (VQ) | apparition sans dialogues                                       | Julie Andrews (VO) Frédérique Cantrel (VF) Michèle Deslauriers (VQ) | apparition sans dialogues                                        | apparition sans dialogues                                | Julie Andrews (VO) Frédérique Cantrel (VF) Michèle Deslauriers (VQ)   |
| Vector                             | Jason Segel (VO) Éric Métayer (VF) Patrice Dubois (VQ)              |                                                                 |                                                                     | apparition sans dialogues                                        |                                                          |                                                                       |
| M. Perkins                         | Will Arnett (VO) Jean-Michel Martial (VF)                           |                                                                 |                                                                     | apparition sans dialogues                                        |                                                          | Will Arnett (VO) Pierre Forest (VF)                                   |
| Eduardo Perez / El Macho           |                                                                     | Benjamin Bratt (VO) Éric Cantona (VF) Manuel Tadros (VQ)        |                                                                     | apparition sans dialogues                                        |                                                          |                                                                       |
| Silas de la Mollefesse             |                                                                     | Steve Coogan (VO) Daniel Kenigsberg (VF) Benoît Gouin (VQ)      | Steve Coogan (VO) Daniel Kenigsberg (VF) Benoît Gouin (VQ)          | Steve Coogan (VO) Daniel Kenigsberg (VF) Benoît Gouin (VQ)       |                                                          | Steve Coogan (VO) Daniel Kenigsberg (VF) Benoît Gouin (VQ)            |
| Antonio Perez                      |                                                                     | Moises Arias (VO) Antonin Icovic (VF) Xavier Dolan-Tadros (VQ)  |                                                                     |                                                                  |                                                          |                                                                       |
| Balthazar Bratt                    |                                                                     |                                                                 | Trey Parker (VO) David Marsais (VF)                                 | apparition sans dialogues                                        |                                                          |                                                                       |
| Dru                                |                                                                     |                                                                 | Steve Carell (VO) Arié Elmaleh (VF) François Godin (VQ)             | apparition sans dialogues                                        |                                                          |                                                                       |
| Valérie Da Vinci                   |                                                                     |                                                                 | Jenny Slate (VO) Elsa Lepoivre (VF)                                 |                                                                  |                                                          |                                                                       |
| Maxime Le Mal                      |                                                                     |                                                                 |                                                                     | Will Ferrell (VO) Alex Lutz (VF) Maël Davan-Soulas(VQ)           |                                                          |                                                                       |
| Poppy                              |                                                                     |                                                                 |                                                                     | Joey King (VO) Pauline Brunner(VF) Ludivine Reding (VQ)          |                                                          |                                                                       |
| Valentina                          |                                                                     |                                                                 |                                                                     | Sofía Vergara (VO) Sylvia Bergé (VF)                             |                                                          |                                                                       |
| Scarlet Overkill                   |                                                                     |                                                                 |                                                                     | apparition sans dialogues                                        | Sandra Bullock (VO) Marion Cotillard (VF)                |                                                                       |
| Herb Overkill                      |                                                                     |                                                                 |                                                                     | apparition sans dialogues                                        | Jon Hamm (VO) Guillaume Canet (VF) Fréderic Paquet (VQ)  |                                                                       |
| Belle Bombe (Belle Bottom en VO)   |                                                                     |                                                                 |                                                                     | apparition sans dialogues                                        |                                                          | Taraji P. Henson (VO) Claudia Tagbo (VF) Marie-Evelyne Lessard (VQ)   |
| Jean-Claude (Jean Clawed en VO)    |                                                                     |                                                                 |                                                                     | apparition sans dialogues                                        |                                                          | Jean-Claude Van Damme (VO) Bastian Baker (VF)                         |
| Nonne-Chaku (Nunchuck en VO)       |                                                                     |                                                                 |                                                                     | apparition sans dialogues                                        |                                                          | Lucy Lawless (VO) Hélène Babu (VF)                                    |
| Svengeance                         |                                                                     |                                                                 |                                                                     | apparition sans dialogues                                        |                                                          | Dolph Lundgren (VO) Grégory Questel (VF)                              |
| Poings Mortel (Stronghold en VO)   |                                                                     |                                                                 |                                                                     | apparition sans dialogues                                        |                                                          | Danny Trejo (VO) Christophe Rouzaud (VF)                              |
| Will Karnage (Wild Knuckles en VO) |                                                                     |                                                                 |                                                                     |                                                                  |                                                          | Alan Arkin (VO) Gérard Darmon (VF) Jacques Lavallée (VQ)              |

## Accueil

### Critique
| Film                    | Sites               | Sites                 | Sites                |
| Film                    | Rotten Tomatoes     | Metacritic            | Allociné             |
| ----------------------- | ------------------- | --------------------- | -------------------- |
| Moi, moche et méchant   | 81% (202 critiques) | 72⁄100 (35 critiques) | 3,4⁄5 (23 critiques) |
| Moi, moche et méchant 2 | 76% (186 critiques) | 62⁄100 (39 critiques) | 3,7⁄5 (17 critiques) |
| Les Minions             | 55% (222 critiques) | 56⁄100 (35 critiques) | 3,7⁄5 (23 critiques) |
| Moi, moche et méchant 3 | 59% (195 reviews)   | 49⁄100 (37 critiques) | 2,8⁄5 (27 critiques) |
| Les Minions 2           | 70% (181 critiques) | 56⁄100 (41 critiques) | 3,2/5                |
| Moi, moche et méchant 4 | 57% (158 critiques) | 52⁄100 (36 critiques) | 2,7/5                |

### Box-office
En 2017, la franchise a rapporté plus de 3,7 milliards de dollars dans le monde(plus de 5,6 milliards de dollars en 2024), ce qui est en fait la franchise d'animation la plus lucrative du box-office mondial et la 13e meilleure franchise dans le monde tous genres confondus.
Individuellement, c'est le spin-off Les Minions qui accomplit la meilleure performance au box-office mondial. Il est 5e au box-office des films d'animation dans le monde, devant Moi, moche et méchant 3 (9e), Moi, moche et méchant 2 (12e) et Moi, moche et méchant 4 (13e).
| Film                              | Année                             | Recettes au box-office | Recettes au box-office | Recettes au box-office | Entrées    | Budget         | Réf.   |
| Film                              | Année                             | États-Unis/ Canada     | Reste du monde         | Mondial                | France     | Budget         | Réf.   |
| --------------------------------- | --------------------------------- | ---------------------- | ---------------------- | ---------------------- | ---------- | -------------- | ------ |
| Moi, moche et méchant             | 2010                              | 251 513 985 $          | 291 600 000 $          | 543 284 256 $          | 3 008 069  | 69 millions $  | ,      |
| Moi, moche et méchant 2           | 2013                              | 368 061 265 $          | 602 700 620 $          | 970 766 005 $          | 4 655 036  | 76 millions $  | ,      |
| Moi, moche et méchant 3           | 2017                              | 264 624 300 $          | 770 175 109 $          | 1 034 799 409 $        | 5 637 548  | 80 millions $  | ,      |
| Moi, moche et méchant 4           | 2024                              | 361 004 205 $          | 608 278 901 $          | 969 283 106 $          | 4 510 196  | 100 millions $ |        |
| Sous-totaux Moi, moche et méchant | Sous-totaux Moi, moche et méchant | 1 245 203 755          | 2 272 754 630          | 3 518 132 785          | 17 810 849 | 325 millions $ | [ 24 ] |
| Les Minions                       | 2015                              | 336 045 770 $          | 823 352 627 $          | 1 159 444 662 $        | 6 588 715  | 74 millions $  | ,      |
| Les Minions 2                     | 2022                              | 370 270 765 $          | 569 933 000 $          | 940 728 210 $          | 3 962 359  | 80 millions $  |        |
| Totaux                            | Totaux                            | 1 951 520 290          | 3 666 040 257          | 5 618 305 648          | 28 361 923 | 479 millions $ | ,      |

## Œuvres et produits dérivés

### Courts métrages
Quatorze courts métrages viennent compléter la franchise. Trois d'entre eux sont basés sur le premier film et sont inclus dans les DVD et Blu-ray du film, en décembre 2010,. Les DVD et Blu-Ray de Moi, moche et méchant 2, sortis en décembre 2013, contiennent également 3 courts métrages. Trois autres courts sont inclus dans les DVD/Blu-ray du spin-off Les Minions. Un court métrage est inclus dans les bonus des Blu-ray et DVD de Moi, moche et méchant 3 (2017).
Un court métrage intitulé Mower Minions est diffusé au cinéma en introduction du film Comme des bêtes (2016). Un autre court métrage est présenté avec la sortie du film Le Grinch (2018). Un autre sera inclus sur le DVD du même film.
Changement de look (Home Makeover) (2010)
Inclus sur les DVD/Blu-ray de Moi, moche et méchant (2010),
Après les évènements de Moi, moche et méchant, deux Minions aident Margo, Edith et Agnes à rénover la maison de Gru.
Le Jour de l'orientation (Orientation Day) (2010)
Inclus sur les DVD/Blu-ray de Moi, moche et méchant (2010),
Trois nouveaux Minions se lancent dans le transport de bombes, ce qui se révèle plus difficile qu'ils ne le pensaient surtout lorsqu'ils se disputent soudainement avec deux autres porteurs d'une bombe géante.
Banane (Banana) (2010)
Inclus sur les DVD/Blu-ray de Moi, moche et méchant (2010),
Trois minions se disputent une banane. Ils font alors des ravages sur leur lieu de travail.
Le chiot (Puppy) (2013)
Inclus sur les DVD/Blu-ray de Moi, moche et méchant 2
Un Minion regarde les voisins promener leurs chiens dans la rue, ce qui le conduit à chercher un chiot rien que pour lui. Après plusieurs tentatives infructueuses, il tombe sur un OVNI qu'il prend pour un chiot. Après de nombreux moments heureux, l'OVNI et son maître sont expulsés pour le désordre que l'OVNI a fait dans la maison de Gru. Le Minion découvre ensuite que son animal a le mal du pays et envoie un e-mail à sa planète d'origine pour lui permettre de rentrer chez lui.
Panique à la Poste (Panic in the Mailroom) (2013)
Inclus sur les DVD/Blu-ray de Moi, moche et méchant 2
Deux Minions, Ken et Mike, travaillent dans une salle d'emballage pour envoyer des colis à travers différentes parties du laboratoire. Ken est plus occupé à jouer à un jeu vidéo. Lorsqu'un paquet contenant du PX-41 expiré (le sérum qu'El Macho a utilisé dans Moi, moche et méchant 2), se coince dans le système de distribution pneumatique, il transforme Mike en un méchant Minion.
Les Roulettes (Training Wheels) (2013)
Inclus sur les DVD/Blu-ray de Moi, moche et méchant 2
Agnès n'est pas satisfaite de son vélo après être tombée alors qu'elle tentait de rattraper un camion de glaces avec Margo, Edith et leurs amis. Trois Minions se portent volontaires pour modifier le vélo et aider Agnes à améliorer ses aptitudes de cycliste.
Binky Nelson sans tétine (Binky Nelson Unpacified) (2015)
Inclus sur les DVD/Blu-ray des Minions,
Après un vol réussi dans un musée, les Nelson racontent à leur plus jeune fils, Binky — qui a perdu sa tétine dans le vol —, qu'il est maintenant un grand garçon et qu'il doit arrêter la tétine. La nuit, Binky se faufile dans le musée et retrouve sa tétine. Au moment où il la prend, un garde vient et trouve tous les artefacts du musée manquants. Il ordonne à Binky de rendre tous les biens, mais à la place, il fait tomber une statue sur le garde et reprend sa tétine. À la fin, les parents de Nelson reviennent voir Binky la nuit dans sa chambre et le trouvent endormi calmement. Alors qu'ils quittent la pièce, Binky sort la tétine et le chapeau du gardien et le porte.
La compétition (Competition) (2015)
Inclus sur les DVD/Blu-ray des Minions,
Dans une rue (celle où les Minions ont fait de l'auto-stop dans le long métrage Les Minions), deux Minions se défient et se retrouvent sur le tapis roulant du laboratoire.
Cro Minion (2015)
Inclus sur les DVD/Blu-ray des Minions,
Deux Minions s'occupent d'un bébé des cavernes, tandis qu'un homme des cavernes va chercher un taureau à manger pour le déjeuner. C'est finalement plus difficile que ne le pensaient les Minions.
Minions en herbe (Mower Minions) (2016)
Inclus au début du long métrage Comme des bêtes (2016)
Voulant acheter un blender — vu à la télévision — pour mixer des bananes, des Minions décident de proposer leurs services en jardinage auprès de leurs voisins âgés afin de récolter un peu d’argent.
The Secret Life of Kyle (2017)
Inclus sur les DVD/Blu-ray de Moi, moche et méchant 3
Après les événements de Moi, moche et méchant 3, Kyle mène une vie secrète lorsque Gru et sa famille sont absents.
Yellow is the New Black (2018)
Inclus au début du long métrage Le Grinch (2018)
Avant leur grande évasion de prison dans Moi, moche et méchant 3, un couple de chanceux Minions goûte à la liberté en se libérant avec l'aide de l'un de leurs codétenus humains.
Santa's Little Helpers (2019)
Inclus sur les DVD/Blu-ray du long métrage Le Grinch (2018)
Kevin, Stuart et Bob sont accidentellement déposés au pôle Nord. Ils décident de tirent le meilleur parti de la situation en essayant de devenir elfes.
Minion Scouts (2019)
Inclus sur les DVD/Blu-ray du long métrage Comme des bêtes 2 (2019)
Après avoir été ébloui par les filles, un groupe de Minions devient éclaireurs pour tenter de gagner des badges.
Minions Holiday Special (2020)
Il s'agit d'une compilation télévisée, d'une durée de 30 minutes, de précédents courts métrages : Santa's Little Helpers, Training Wheels, Puppy et Minion Scouts. Cette compilation tourne autour du thème des vacances et contient des apparitions de personnages de Comme des bêtes et Tous en scène. Le programme est diffusé sur NBC le 27 novembre 2020. Miranda Cosgrove, qui double Margo en anglais dans les films, officie comme narratrice entre chaque segment.

### Jeux vidéo
La franchise connait plusieurs jeux vidéo :
Despicable Me: The Game sort sur PlayStation 2, PlayStation Portable et Wii. Une version pour Nintendo DS est titrée Despicable Me: The Game - Minion Mayhem. Namco commercialise également une version pour iPhone et iPad, Despicable Me: Minion Mania, développée par Anino Games.
Despicable Me: Minion Rush sort en juin 2013. Développé par Gameloft, il sort sur iPhone, iPad, Android et Windows Phone.
Minions Paradise est un Jeu mobile gratuit de city-builder. Développé par Electronic Arts, il sort en 2015.

### Livres
En mai 2010, trois livres liés à Moi, moche et méchant sont publiés. Le premier est My Dad the Super Villain  (ISBN 0-316-08382-8). Le second est Despicable Me: The Junior Novel  (ISBN 0-316-08380-1), suvi de Despicable Me: The World's Greatest Villain  (ISBN 0-316-08377-1). Sleepy Kittens  (ISBN 0-316-08381-X), est écrit par Cinco Paul et Ken Daurio et illustré par Éric Guillon.
Six livres accompagnent la sortie du film Moi, moche et méchant 2 :
- Despicable Me 2: The Junior Novel[45]
- The Anti-Villain League Handbook[46]
- Undercover Super Spies[47]
- Attack of the Evil Minions![48],
- Make a Minion[49]
- Meet the Minions[50]

### Attraction
Despicable Me Minion Mayhem (en) est une attraction de cinéma dynamique présente dans les parcs Universal Studios Florida, Universal Studios Japan et Universal Studios Hollywood et prévue à Universal Studios Singapore et Universal Studios Beijing.